# Plantilles de futbol als Jocs Olímpics d'estiu de 1924
Als Jocs Olímpics d'Estiu de 1924 es va disputar la competició de futol masculina. Aquestes són les plantilles oficials de les 22 seleccions que hi van prendre part. Es va fixar un màxim de 22 futbolistes per equip. Estan ordenades per ordre alfabètic.
Foren seleccionats 471 jugadors, dels quals 280 van participar en almenys un partit. El torneig olímpic es va disputar entre el 25 de maig i 9 de juny de 1924 a París.

## Bèlgica
Entrenador:  William Maxwell
| Dorsal | Posició | Jugador              | Data de naixement/edat     | Partits | Gols | Club                    |
| ------ | ------- | -------------------- | -------------------------- | ------- | ---- | ----------------------- |
|        | MF      | Désiré Bastin        | 4 Març 1900 (24 anys)      |         |      | Royal Antwerp FC        |
|        | FW      | Robert Coppée        | 23 Abril 1895 (29 anys)    |         |      | R. Union Saint-Gilloise |
|        | GK      | Jean De Bie          | 9 Maig 1892 (32 anys)      |         |      | RC Brussels             |
|        | DF      | François Demol       | 19 Agost 1895 (28 anys)    |         |      | R. Union Saint-Gilloise |
|        | MF      | Georges De Spae      | 30 Setembre 1900 (23 anys) |         |      | La Gantoise             |
|        | MF      | André Fierens        | 8 Febrer 1898 (26 anys)    |         |      | Beerschot               |
|        | FW      | Maurice Gillis       | 6 Novembre 1897 (26 anys)  |         |      | Standard de Liège       |
|        | MF      | Laurent Grimmonprez  | 14 Desembre 1902 (21 anys) |         |      | RC de Gand              |
|        | MF      | Émile Hanse          | 10 Agost 1892 (31 anys)    |         |      | R. Union Saint-Gilloise |
|        | MF      | Albert Henderickx    | 7 Octubre 1903 (20 anys)   |         |      | Beerschot               |
|        | FW      | Victor Houet         | 2 Setembre 1900 (23 anys)  |         |      | Tilleuer FC             |
|        | MF      | Henri Larnoe         | 18 Maig 1897 (27 anys)     |         |      | Beerschot               |
|        | DF      | Fernand Lorphèvre    |                            |         |      | White Star A.C.         |
|        | DF      | Joseph Musch         | 12 Octubre 1893 (30 anys)  |         |      | R. Union Saint-Gilloise |
|        | GK      | Joseph Paty          | 6 Gener 1896 (28 anys)     |         |      | Standard de Liège       |
|        | DF      | Auguste Pelsmaeker   | 15 Novembre 1899 (24 anys) |         |      | Beerschot               |
|        | MF      | Achille Schelstraete | 31 Gener 1897 (27 anys)    |         |      | Cercle Brugge           |
|        | DF      | Armand Swartenbroeks | 30 Juny 1892 (31 anys)     |         |      | Daring Club             |
|        | FW      | Ivan Thys            | 29 Abril 1897 (27 anys)    |         |      | Beerschot               |
|        | MF      | Florimond Vanhalme   | 21 Març 1895 (29 anys)     |         |      | Cercle Brugge           |
|        | FW      | Louis Van Hege       | 8 Maig 1889 (35 anys)      |         |      | R. Union Saint-Gilloise |
|        | DF      | Oscar Verbeeck       | 6 Juny 1891 (32 anys)      |         |      | R. Union Saint-Gilloise |

## Bulgària
Entrenador:  Leopold Nitsch
| Dorsal | Posició | Jugador             | Data de naixement/edat     | Partits | Gols | Club            |
| ------ | ------- | ------------------- | -------------------------- | ------- | ---- | --------------- |
|        | DF      | Boyan Byanov        | 20 Octubre 1898 (25 anys)  |         |      | Ticha Varna     |
|        | FW      | Tsvetan Genev       | 13 Novembre 1898 (25 anys) |         |      | Levski Sofia    |
|        | DF      | Aleksandar Hristov  | 31 Maig 1904 (19 anys)     |         |      | Levski Sofia    |
|        | GK      | Petar Ivanov        | 29 Juny 1903 (20 anys)     |         |      | Levski Sofia    |
|        | MF      | Dimitar Manolov     | 14 Gener 1901 (23 anys)    |         |      | Slavia Sofia    |
|        | GK      | Nikola Marinov      |                            |         |      | Diana Varna     |
|        | MF      | Geno Mateev         | 3 Gener 1903 (21 anys)     |         |      | Levski Sofia    |
|        | FW      | Konstantin Maznikov | 5 Abril 1905 (19 anys)     |         |      | Levski Sofia    |
|        | FW      | Dimitar Mutafchiev  | 10 Gener 1902 (22 anys)    |         |      | Levski Sofia    |
|        | FW      | Nikola Mutafchiev   | 10 Agost 1904 (19 anys)    |         |      | Levski Sofia    |
|        | DF      | Ivan Radoev         | 9 Setembre 1901 (22 anys)  |         |      | Levski Sofia    |
|        | FW      | Grigor Stoyanov     |                            |         |      | Slavia Sofia    |
|        | MF      | Stefan Tsonchev     |                            |         |      | FC 13 Sofia     |
|        | FW      | Todor Vladimirov    | 29 Juliol 1895 (28 anys)   |         |      | Slavia Sofia    |
|        | DF      | Simeon Yankov       | 17 Febrer 1899 (25 anys)   |         |      | Levski Sofia    |
|        | FW      | Kiril Yovovich      | 29 Desembre 1905 (18 anys) |         |      | Levski Sofia    |
|        | MF      | Kiril Denev         | 1905                       |         |      | Vladislav Varna |
|        | MF      | Kiril Krapchanski   |                            |         |      | Slavia Sofia    |
|        | FW      | Nikola Lyutskanov   | 28 Setembre 1902 (21 anys) |         |      | Ticha Varna     |
|        | DF      | Boris Stavrev       | 22 Octubre 1901 (22 anys)  |         |      | Vladislav Varna |
|        | FW      | Velcho Stoyanov     | 1907                       |         |      | Slavia Sofia    |
|        | FW      | Vladimir Tsvetkov   |                            |         |      | Slavia Sofia    |

6 jugadors (Denev, Krapchanski, Lyutskanov, Stavrev, V. Stoyanov, Tsvetkov) foren preinscrits, però les restriccions financeres de la Unió de Futbol de Bulgària va imperdir que viatgessin a París.

## Egipte
Entrenador:  Hussein Hegazi
| Dorsal | Posició | Jugador                  | Data de naixement/edat     | Partits | Gols | Club                  |
| ------ | ------- | ------------------------ | -------------------------- | ------- | ---- | --------------------- |
|        | MF      | Ali al-Hasani            | 1897                       |         |      | Al-Sekka Al-Hadid     |
|        | FW      | Ismail El-Sayed Hooda    | 1900                       |         |      | El-Ittihad Alexandria |
|        | DF      | Mohamed El-Mahdwy        |                            |         |      |                       |
|        | DF      | Sayed Fahmy Abaza        |                            |         |      | Al-Sekka Al-Hadid     |
|        | DF      | Mahmoud Fouad            | 1897                       |         |      | Tersana Sporting Club |
|        | MF      | Abdel Salam Hamdy        | 1894                       |         |      | El-Mokhtalat          |
|        | FW      | Hussein Hegazi           | 14 Setembre 1891 (32 anys) |         |      | El-Mokhtalat          |
|        | MF      | Riad Rizkalla Henein     | 1903                       |         |      | Al-Ahly               |
|        | FW      | Mahmoud Ismail Hooda     | 1899                       |         |      | El-Ittihad Alexandria |
|        | FW      | Housny Khalil            |                            |         |      | Al-Ahly               |
|        | FW      | Ahmed Mansour            |                            |         |      | Al-Ahly               |
|        | GK      | Mahmoud Marei            |                            |         |      | El-Mokhtalat          |
|        | MF      | Abdel Kader Mohamed      |                            |         |      | Tersana Sporting Club |
|        | DF      | Abdel Hamid Moharren     |                            |         |      |                       |
|        | FW      | Mahmoud Mokhtar El-Tetsh | 29 Setembre 1905 (18 anys) |         |      | Al Ahly               |
|        | MF      | Gamil Osman              |                            |         |      | Al-Sekka Al-Hadid     |
|        | FW      | Ali Mohamed Riad         | 1904                       |         |      | Al-Sekka Al-Hadid     |
|        | GK      | Mohamed Ali Rostam       |                            |         |      | Al-Sekka Al-Hadid     |
|        | DF      | Ahmed Mohamed Salem      |                            |         |      | El-Olympi             |
|        | MF      | Riad Shawki              | 1893                       |         |      | Al-Ahly               |
|        | GK      | Kamel Taha               | 1897                       |         |      | Al-Ahly               |
|        | FW      | Ibrahim Yakan            | 1900                       |         |      | El-Mokhtalat          |

Abaza Sayed Fahmy: A les llistes de la FIFA el jugador Sayed ABAZA Arxivat 2012-11-07 a Wayback Machine. jugà diferents partits el 1920 i 1928. El mateix jugador fou reserva als Jocs de 1924 amb l'equip d'Egipte, però el seu nom és escrit de manera diferent, Abaza Sayed FAHMY Arxivat 2014-06-26 a Wayback Machine.

## Espanya
Entrenador:  Pedro Parages
| Dorsal | Posició | Jugador                                    | Data de naixement/edat     | Partits | Gols | Club                       |
| ------ | ------- | ------------------------------------------ | -------------------------- | ------- | ---- | -------------------------- |
|        | MF      | José María Belauste                        | 3 Setembre 1889 (34 anys)  |         |      | Athletic Bilbao            |
|        | FW      | Marcelino Aguirrezabala Ibarbia "Chirri I" | 29 Març 1902 (22 anys)     |         |      | Athletic Bilbao            |
|        | FW      | Jerónimo Víctor del Campo                  | 30 Setembre 1902 (21 anys) |         |      | Reial Madrid C. F.         |
|        | MF      | Domènec Carulla i Bertran                  | 25 Octubre 1903 (20 anys)  |         |      | FC Barcelona               |
|        | DF      | Patricio Escobal                           | 24 Agost 1903 (20 anys)    |         |      | Reial Madrid C. F.         |
|        | MF      | Francisco Gamborena                        | 14 Març 1901 (23 anys)     |         |      | Real Unión                 |
|        | GK      | Óscar Álvarez González                     | 1 Maig 1902 (22 anys)      |         |      | Real Stadium Club Ovetense |
|        | FW      | Carmelo Goyenechea                         | 18 Juny 1898 (25 anys)     |         |      | Athletic Bilbao            |
|        | DF      | Herminio Martínez Álvarez                  | 6 Gener 1896 (28 anys)     |         |      | Sevilla FC                 |
|        | MF      | Antonio Juantegui                          | 4 Abril 1898 (26 anys)     |         |      | Reial Societat             |
|        | MF      | Jesús Larraza                              | 20 Juliol 1903 (20 anys)   |         |      | Athletic Bilbao            |
|        | MF      | José Legarreta Abaitua                     | 12 Febrer 1903 (21 anys)   |         |      | Athletic Bilbao            |
|        | FW      | Juan Monjardín                             | 24 Abril 1903 (21 anys)    |         |      | Reial Madrid C. F.         |
|        | DF      | Luis Casas Pasarín                         | 16 Abril 1902 (22 anys)    |         |      | Celta de Vigo              |
|        | MF      | José María Peña                            | 19 Abril 1895 (29 anys)    |         |      | Arenas Club de Getxo       |
|        | FW      | Vicenç Piera                               | 11 Juny 1903 (20 anys)     |         |      | FC Barcelona               |
|        | FW      | Félix Pérez Marcos                         | 13 Juny 1901 (22 anys)     |         |      | Reial Madrid C. F.         |
|        | MF      | Josep Samitier                             | 2 Febrer 1902 (22 anys)    |         |      | FC Barcelona               |
|        | MF      | Ramón Triana                               | 28 Juny 1902 (21 anys)     |         |      | Atlético Madrid            |
|        | DF      | Pedro Vallana                              | 29 Novembre 1897 (26 anys) |         |      | Arenas Club de Getxo       |
|        | FW      | José Luis Zabala                           | 15 Desembre 1898 (25 anys) |         |      | RCD Espanyol               |
|        | GK      | Ricard Zamora                              | 21 Gener 1901 (23 anys)    |         |      | RCD Espanyol               |

## Estat Lliure d'Irlanda
Entrenador:  Charles Harris
| Dorsal | Posició | Jugador          | Data de naixement/edat     | Partits | Gols | Club            |
| ------ | ------- | ---------------- | -------------------------- | ------- | ---- | --------------- |
|        | MF      | Robert Cowzer    |                            |         |      | Shelbourne      |
|        | DF      | Ernie Crawford   | 17 Novembre 1891 (32 anys) |         |      | Bohemians       |
|        | FW      | Charlie Dowdall  | 7 Abril 1898 (26 anys)     |         |      | St James's Gate |
|        | FW      | Paddy Duncan     | 1894                       |         |      | St James's Gate |
|        | MF      | John Joe Dykes   |                            |         |      | Athlone Town    |
|        | FW      | Michael Farrell  |                            |         |      | St James's Gate |
|        | FW      | Frank Ghent      |                            |         |      | Athlone Town    |
|        | MF      | Dinny Hannon     | 31 Gener 1888 (36 anys)    |         |      | Athlone Town    |
|        | FW      | Frank Heaney     | 23 Novembre 1886 (37 anys) |         |      | St James's Gate |
|        | FW      | Joe Kendrick     | 26 Juny 1905 (18 anys)     |         |      | Brooklyn F.C.   |
|        | DF      | Herbert Kerr     | 19 Octubre 1896 (27 anys)  |         |      | Bohemians       |
|        | FW      | John Lea         |                            |         |      | Shelbourne      |
|        | DF      | Jack McCarthy    | 1898                       |         |      | Bohemians       |
|        | MF      | Ernest McKay     | 7 Octubre 1896 (27 anys)   |         |      | St James's Gate |
|        | MF      | Tommy Muldoon    | 14 Febrer 1901 (23 anys)   |         |      | Athlone Town    |
|        | FW      | Johnny Murray    | 25 Febrer 1898 (26 anys)   |         |      | Bohemians       |
|        | DF      | Thomas Murphy    |                            |         |      | St James's Gate |
|        | GK      | Paddy Reilly     |                            |         |      | Athlone Town    |
|        | MF      | Christy Robinson |                            |         |      | Bohemians       |
|        | MF      | John Thomas      |                            |         |      | Bohemians       |
|        | GK      | Th. Aungier      |                            |         |      | St James's Gate |
|        |         | J. Healy         |                            |         |      |                 |

Nota: 5 jugadors, Cowzer, Heaney, Lea, Aungier, Healy, no van viatjar a França i es van quedar a Irlanda com a reserves.

## Estats Units
Entrenador: George Burford
| Dorsal | Posició | Jugador                       | Data de naixement/edat     | Partits | Gols | Club                                 |
| ------ | ------- | ----------------------------- | -------------------------- | ------- | ---- | ------------------------------------ |
|        | FW      | Aage Brix                     | 9 Desembre 1894 (29 anys)  |         |      | Los Angeles Athletic Club            |
|        | FW      | Sam Dalrymple                 | 22 Desembre 1901 (22 anys) |         |      | Disston A.A.                         |
|        | DF      | Irving Davis                  | 12 Desembre 1896 (27 anys) |         |      | Fairhill FC, Philadelphia            |
|        | MF      | William Demko                 | 20 Desembre 1895 (28 anys) |         |      | Fleisher Yarn                        |
|        | GK      | Jimmy Douglas                 | 12 Gener 1898 (26 anys)    |         |      | Newark Skeeters                      |
|        | FW      | Henry Farrell                 | 2 Octubre 1902 (21 anys)   |         |      | Fairhill FC, Philadelphia            |
|        | FW      | William Findlay               | 15 Gener 1904 (20 anys)    |         |      | Galicia FC, New York                 |
|        | FW      | Edward Hart                   | 28 Gener 1903 (21 anys)    |         |      | St. Matthews F.C.                    |
|        | MF      | Raymond Hornberger            | 23 Desembre 1898 (25 anys) |         |      | Disston A.A.                         |
|        | MF      | Carl Johnson                  | 18 Setembre 1892 (31 anys) |         |      | Swedish-American FC, Chicago         |
|        | MF      | Frank Burkhardt "Burke" Jones | 25 Abril 1903 (21 anys)    |         |      | Bridgeville FC, Pittsburgh           |
|        | DF      | Jakes Mulholland              | 2 Octubre 1901 (22 anys)   |         |      | Scott A.A.                           |
|        | DF      | Fred O'Conner                 | 7 Abril 1892 (32 anys)     |         |      | Lynn General Electric, Massachusetts |
|        | FW      | James Rhody                   | 17 juliol 1896 (aged 27)   |         |      | Erie A.A.                            |
|        | DF      | Arthur Rudd                   | 22 Octubre 1890 (33 anys)  |         |      | Fleisher Yarn                        |
|        | FW      | Andy Straden                  | 27 Novembre 1897 (26 anys) |         |      | Fleisher Yarn                        |
|        | FW      | Herbert Wells                 | 4 Maig 1901 (23 anys)      |         |      | Fleisher Yarn                        |

## Estònia
Entrenador:  Ferenc Kónya
| Dorsal | Posició | Jugador               | Data de naixement/edat     | Partits | Gols | Club          |
| ------ | ------- | --------------------- | -------------------------- | ------- | ---- | ------------- |
|        | FW      | Johannes Brenner      | 16 Gener 1906 (18 anys)    |         |      | Kalev Tallinn |
|        | MF      | Eugen Einman          | 6 Octubre 1905 (18 anys)   |         |      | Sport Tallin  |
|        | FW      | Eduard Ellmann        | 7 Abril 1902 (22 anys)     |         |      | Kalev Tallinn |
|        | FW      | Aleksander Gerassimov | 11 Febrer 1904 (20 anys)   |         |      | Sport Tallinn |
|        | DF      | Sergei Javorsky       | 9 Juny 1902 (21 anys)      |         |      | Sport Tallinn |
|        | FW      | Ernst Joll            | 10 Setembre 1902 (21 anys) |         |      | Kalev Tallinn |
|        | FW      | Alfei Jürgenson       | 8 Abril 1904 (20 anys)     |         |      | TJK Tallinn   |
|        | MF      | Harald Kaarmann       | 27 Desembre 1901 (22 anys) |         |      | Kalev Tallinn |
|        | MF      | Elmar Kaljot          | 15 Novembre 1901 (22 anys) |         |      | Kalev Tallinn |
|        | FW      | Johannes Kichlefeldt  | 23 Novembre 1901 (22 anys) |         |      | Sport Tallinn |
|        | GK      | August Lass           | 16 Agost 1903 (20 anys)    |         |      | Kalev Tallinn |
|        | MF      | Johannes Lello        | 25 Novembre 1895 (28 anys) |         |      | Kalev Tallinn |
|        | DF      | Ralf Liivar           | 2 Abril 1903 (21 anys)     |         |      | Kalev Tallinn |
|        | FW      | Heinrich Paal         | 26 Juny 1895 (28 anys)     |         |      | Sport Tallinn |
|        | DF      | Arnold Pihlak         | 17 Juliol 1902 (21 anys)   |         |      | Kalev Tallinn |
|        | MF      | Bernhard Rein         | 19 Novembre 1897 (26 anys) |         |      | Sport Tallinn |
|        | FW      | Voldemar Rõks         | 15 Juliol 1900 (23 anys)   |         |      | Kalev Tallinn |
|        | DF      | Otto Silber           | 17 Març 1893 (31 anys)     |         |      | TJK Tallinn   |
|        | GK      | Evald Tipner          | 13 Març 1906 (18 anys)     |         |      | Sport Tallinn |
|        | FW      | Oskar Üpraus          | 12 Octubre 1898 (25 anys)  |         |      | Sport Tallinn |
|        | FW      | Hugo Väli             | 19 Juny 1902 (21 anys)     |         |      | Kalev Tallinn |

Nota: 6 jugadors - Brenner, Einman, Gerassimov, Javorsky, Kichlefeldt i Lello - tot i que foren inscrits al torneig no van viatjar a França i es va quedar a Estònia com a reserves.

## França
Entrenador:  Charles Griffiths
| Dorsal | Posició | Jugador            | Data de naixement/edat     | Partits | Gols | Club                          |
| ------ | ------- | ------------------ | -------------------------- | ------- | ---- | ----------------------------- |
|        | MF      | Henri Bard         | 29 Abril 1892 (32 anys)    |         |      | RC Paris                      |
|        | MF      | Jean Batmale       | 18 Setembre 1895 (28 anys) |         |      | Rennes                        |
|        | DF      | Édouard Baumann    | 4 Març 1895 (29 anys)      |         |      | CASG Paris                    |
|        | MF      | Philippe Bonnardel | 28 Juliol 1899 (24 anys)   |         |      | Red Star                      |
|        | FW      | Jean Boyer         | 2 Febrer 1901 (23 anys)    |         |      | Marseille                     |
|        | DF      | Jacques Canthelou  | 29 Març 1904 (20 anys)     |         |      | FC Rouen                      |
|        | GK      | Pierre Chayriguès  | 1 Maig 1892 (32 anys)      |         |      | Red Star                      |
|        | FW      | Pierre Chesneau    |                            |         |      | F.C. Blidéen (Blida, Algeria) |
|        | GK      | Maurice Cottenet   | 11 Febrer 1895 (29 anys)   |         |      | Olympique de Paris            |
|        | MF      | Édouard Crut       | 16 Abril 1901 (23 anys)    |         |      | Marseille                     |
|        | FW      | Jules Dewaquez     | 9 Març 1899 (25 anys)      |         |      | Olympique de Paris            |
|        | MF      | Marcel Domergue    | 16 Novembre 1901 (22 anys) |         |      | SC Nîmes                      |
|        | FW      | Raymond Dubly      | 5 Novembre 1893 (30 anys)  |         |      | RC Roubaix                    |
|        | FW      | Robert Dufour      | 1902                       |         |      | Olympique de Paris            |
|        | FW      | Ernest Gravier     | 26 Agost 1892 (31 anys)    |         |      | Cette                         |
|        | MF      | Ernest Gross       | 22 Desembre 1902 (21 anys) |         |      | Red Star Strasbourg           |
|        | DF      | Léon Huot          | 31 Desembre 1898 (25 anys) |         |      | Olympique Alès                |
|        | FW      | Gérard Isbècque    | 15 Març 1897 (27 anys)     |         |      | RC Roubaix                    |
|        | MF      | Albert Jourda      | 30 Novembre 1892 (31 anys) |         |      | Cette                         |
|        | FW      | Paul Nicolas       | 4 Novembre 1899 (24 anys)  |         |      | Red Star                      |
|        | MF      | Antoine Parachini  | 1897                       |         |      | Cette                         |
|        | FW      | Albert Rénier      | 8 Maig 1896 (28 anys)      |         |      | Le Havre AC                   |

## Hongria
Entrenador:  Gyula Kiss
| Dorsal | Posició | Jugador            | Data de naixement/edat     | Partits | Gols | Club            |
| ------ | ------- | ------------------ | -------------------------- | ------- | ---- | --------------- |
|        | GK      | János Biri         | 21 Juliol 1901 (22 anys)   | 1       |      | Kispesti AC     |
|        | MF      | Zoltán Blum        | 3 Gener 1892 (32 anys)     | 33      |      | Ferencvárosi TC |
|        | FW      | József Braun       | 26 Febrer 1901 (23 anys)   | 18      |      | MTK Budapest    |
|        | FW      | József Eisenhoffer | 8 Novembre 1900 (23 anys)  | 5       |      | Ferencvárosi TC |
|        | DF      | József Fogl        | 14 Agost 1897 (26 anys)    | 10      |      | Újpesti TE      |
|        | DF      | Károly Fogl        | 19 Gener 1895 (29 anys)    | 26      |      | Újpesti TE      |
|        | DF      | Dezső Grósz        | 1898                       | 0       |      | VAC             |
|        | MF      | Béla Guttmann      | 13 Març 1900 (24 anys)     | 2       |      | Hakoah Wien     |
|        | MF      | Árpád Hajós        | 15 Març 1902 (22 anys)     | 2       |      | Makkabi Brno    |
|        | FW      | Ferenc Hirzer      | 21 Novembre 1902 (21 anys) | 11      |      | Makkabi Brno    |
|        | FW      | Rudolf Jeny        | 2 Març 1901 (23 anys)      | 6       |      | MTK Budapest    |
|        | GK      | Ferenc Kropacsek   | 1898                       | 1       |      | MTK Budapest    |
|        | DF      | Gyula Mándi        | 21 Gener 1899 (25 anys)    | 12      |      | MTK Budapest    |
|        | FW      | György Molnár      | 12 Febrer 1901 (23 anys)   | 16      |      | MTK Budapest    |
|        | MF      | Henrik Nádler      | 19 Març 1901 (23 anys)     | 0       |      | MTK Budapest    |
|        | MF      | Gábor Obitz        | 18 Gener 1899 (25 anys)    | 3       |      | Makkabi Brno    |
|        | FW      | Zoltán Opata       | 24 Setembre 1900 (23 anys) | 5       |      | MTK Budapest    |
|        | FW      | György Orth        | 30 Abril 1901 (23 anys)    | 17      |      | MTK Budapest    |
|        | FW      | József Takács      | 30 Juny 1904 (19 anys)     | 2       |      | Vasas SC        |
|        | MF      | Gyula Tóth         | 1902                       | 5       |      | KAOE Budapest   |
|        | FW      | Árpád Weisz        | 16 Abril 1896 (28 anys)    | 6       |      | Maccabi Brno    |
|        | GK      | Károly Zsák        | 30 Agost 1895 (28 anys)    | 24      |      | 33 FC Budapest  |
|        | FW      | Vilmos Kertész     | 21 Març 1890 (34 anys)     |         |      | MTK Budapest    |

Nota: Vilmos Kertész va substituir a József Takács, inicialment seleccionat. A París hi van viatjar 23 jugadors.

## Itàlia
Entrenador:  Vittorio Pozzo
| Dorsal | Posició | Jugador              | Data de naixement/edat     | Partits | Gols | Club                       |
| ------ | ------- | -------------------- | -------------------------- | ------- | ---- | -------------------------- |
|        | MF      | Giuseppe Aliberti    | 5 Març 1901 (23 anys)      |         |      | Torino                     |
|        | MF      | Mario Ardissone      | 9 Octubre 1900 (23 anys)   |         |      | Pro Vercelli               |
|        | MF      | Gastone Baldi        | 14 Maig 1901 (23 anys)     |         |      | Bologna                    |
|        | FW      | Adolfo Baloncieri    | 27 Juliol 1897 (26 anys)   |         |      | Alessandria                |
|        | MF      | Ottavio Barbieri     | 30 Abril 1899 (25 anys)    |         |      | Genoa                      |
|        | DF      | Antonio Bruna        | 14 Febrer 1895 (29 anys)   |         |      | Juventus                   |
|        | MF      | Luigi Burlando       | 23 Gener 1899 (25 anys)    |         |      | Genoa                      |
|        | DF      | Umberto Caligaris    | 26 Juliol 1901 (22 anys)   |         |      | Casale                     |
|        | GK      | Gianpiero Combi      | 20 Desembre 1902 (21 anys) |         |      | Juventus                   |
|        | FW      | Leopoldo Conti       | 12 Abril 1901 (23 anys)    |         |      | F.C. Internazionale Milano |
|        | FW      | Giuseppe Della Valle | 25 Novembre 1899 (24 anys) |         |      | Bologna                    |
|        | GK      | Giovanni De Prà      | 28 Juny 1900 (23 anys)     |         |      | Genoa                      |
|        | DF      | Renzo De Vecchi      | 3 Febrer 1894 (30 anys)    |         |      | Genoa                      |
|        | MF      | Antonio Fayenz       | 2 Novembre 1899 (24 anys)  |         |      | Padova                     |
|        | MF      | Antonio Janni        | 19 Setembre 1904 (19 anys) |         |      | Torino                     |
|        | FW      | Virgilio Levratto    | 26 Octubre 1904 (19 anys)  |         |      | Vado F.C.                  |
|        | FW      | Mario Magnozzi       | 20 Març 1902 (22 anys)     |         |      | Livorno                    |
|        | DF      | Cesare Martin        | 14 Maig 1901 (23 anys)     |         |      | Torino                     |
|        | FW      | Feliciano Monti      | 19 Desembre 1902 (21 anys) |         |      | Padova                     |
|        | DF      | Virginio Rosetta     | 25 Febrer 1902 (22 anys)   |         |      | Juventus                   |
|        | MF      | Severino Rosso       | 13 Desembre 1898 (25 anys) |         |      | Pro Vercelli               |
|        | FW      | Giuseppe Calvi       |                            |         |      | Torino                     |

## Letònia
Entrenador:  Juris Rēdlihs
| Dorsal | Posició | Jugador            | Data de naixement/edat     | Partits | Gols | Club       |
| ------ | ------- | ------------------ | -------------------------- | ------- | ---- | ---------- |
|        | DF      | Kārlis Ašmanis     | 1898                       | 2       | 0    | Rīgas FK   |
|        | FW      | Arvīds Bārda       | 11 Novembre 1901 (22 anys) | 2       | 1    | Rīgas FK   |
|        | FW      | Edvīns Bārda       | 6 Abril 1900 (24 anys)     | 2       | 1    | Rīgas FK   |
|        | FW      | Rūdolfs Bārda      | 7 Febrer 1903 (21 anys)    | 1       | 0    | Rīgas FK   |
|        | MF      | Kārlis Bone        | 19 Febrer 1899 (25 anys)   | 2       | 0    | Rīgas FK   |
|        | GK      | Ādolfs Greble      | 10 Octubre 1902 (21 anys)  | 1       | 0    | LSB Rīga   |
|        | MF      | Indriķis Greble    |                            | 0       | 0    | LSB Rīga   |
|        | FW      | A. Hammers         |                            | 0       | 0    | LSB Rīga   |
|        | GK      | Arvīds Jurgens     | 27 Maig 1905 (18 anys)     | 0       | 0    | Rīgas FK   |
|        | FW      | Pēteris Kreicbergs |                            | 0       | 0    | Amatieris  |
|        | DF      | Pēteris Lauks      | 10 Febrer 1902 (22 anys)   | 0       | 0    | Amatieris  |
|        | DF      | Emils Oše          |                            | 0       | 0    | LSB Rīga   |
|        | FW      | M. Osis            |                            | 0       | 0    | Rīgas FK   |
|        | FW      | Arkādijs Pavlovs   | 2 Febrer 1903 (21 anys)    | 0       | 0    | Rīgas FK   |
|        | DF      | Alfrēds Plade      |                            | 1       | 0    | Ķeizarmežs |
|        | DF      | Kurts Plade        |                            | 1       | 0    | Ķeizarmežs |
|        | FW      | Voldemārs Plade    | 24 Desembre 1900 (23 anys) | 1       | 0    | Ķeizarmežs |
|        | DF      | Aleksandrs Roga    | 1898                       | 1       | 0    | Rīgas FK   |
|        | MF      | Pauls Sokolovs     | 1902                       | 1       | 0    | Rīgas FK   |
|        | MF      | Česlavs Stančiks   | 26 Agost 1898 (25 anys)    | 2       | 0    | Ķeizarmežs |
|        | FW      | Artūrs Timpers     |                            | 0       | 0    | Rīgas FK   |
|        | MF      | Voldemārs Viņķis   | 1904                       | 0       | 0    | Rīgas FK   |

Nota: 5 jugadors, I.Greble, Hammers, Lauks, Timpers, Viņķis, no van viatjar a França i es van quedar a Letònia com a reserves.

## Lituània
| Dorsal | Posició | Jugador               | Data de naixement/edat     | Partits | Gols | Club                    |
| ------ | ------- | --------------------- | -------------------------- | ------- | ---- | ----------------------- |
|        | GK      | Valerijonas Balčiūnas | 27 Novembre 1904 (19 anys) | 0       |      | ŠŠ Kovas Kaunas         |
|        | MF      | Vincas Bartuška       | 14 Abril 1901 (23 anys)    | 1       |      | LFLS Kaunas             |
|        | FW      | Stepas Garbačiauskas  | 17 Abril 1900 (24 anys)    | 1       |      | KSK Kaunas              |
|        | FW      | Hansas Gecas          | 24 Setembre 1899 (24 anys) | 0       |      | KSK Kaunas              |
|        | DF      | Jurgis Hardingsonas   | 24 Setembre 1892 (31 anys) | 0       |      | KSK Kaunas              |
|        | DF      | Stasys Janušauskas    | 13 Maig 1902 (22 anys)     | 0       |      | ŠŠ Kovas Kaunas         |
|        | MF      | Leonas Juozapaitis    | 18 Novembre 1901 (22 anys) | 1       |      | LFLS Kaunas             |
|        | FW      | Edvardas Mikučiauskas | 23 Agost 1901 (22 anys)    | 0       |      | ŠŠ Kovas Kaunas         |
|        | MF      | Stasys Razma          | 1899                       | 1       |      | LFLS Kaunas             |
|        | FW      | Stasys Sabaliauskas   | 1905                       | 0       |      | ŠŠ Kovas Kaunas         |
|        | FW      | Juozas Žebrauskas     | 31 Agost 1904 (19 anys)    | 0       |      | ŠŠ Kovas Kaunas         |
|        | MF      | Juozas Žukauskas      |                            | 0       |      | ŠŠ Kovas Kaunas         |
|        |         | Bartaitis             |                            | 0       |      |                         |
|        | FW      | Vladas Byla           |                            | 0       |      | LFLS Kaunas             |
|        | GK      | Steponas Darius       | 8 Gener 1896 (28 anys)     | 0       |      | LFLS Kaunas             |
|        | DF      | Leonas Gelermanas     |                            | 0       |      | Makabi Kaunas           |
|        | MF      | Gustavas Gvildys      |                            | 1       |      | FK Sportverein Klaipėda |
|        | DF      | Ernstas Deringas      | 1899                       | 1       |      | MTV Klaipeda            |
|        |         | W. Strazdas           |                            | 0       |      |                         |

## Luxemburg
Entrenador:  Batty Schroeder
| Dorsal | Posició | Jugador                | Data de naixement/edat     | Partits | Gols | Club                  |
| ------ | ------- | ---------------------- | -------------------------- | ------- | ---- | --------------------- |
|        | GK      | Étienne Bausch         | 17 Juny 1901 (22 anys)     |         |      | Stade Dudelange       |
|        | GK      | Maurice Droessart      |                            |         |      | Red Boys Differdingen |
|        | MF      | Robert Elter           | 20 Abril 1899 (25 anys)    |         |      | Spora Luxembourg      |
|        | DF      | Arthur Ginter          | 20 Maig 1898 (26 anys)     |         |      | CS Fola Esch          |
|        | DF      | Paul Feierstein        | 27 Gener 1903 (21 anys)    |         |      | Red Boys Differdange  |
|        |         | A.Flammang             |                            |         |      | Red Boys Differdange  |
|        | DF      | Mathias Feller         | 12 Octubre 1904 (19 anys)  |         |      | Spora Luxembourg      |
|        | DF      | Alfred Kieffer         | 11 Gener 1904 (20 anys)    |         |      | Red Boys Differdange  |
|        | DF      | Nicolas Kirsch         | 24 Agost 1901 (22 anys)    |         |      | Spora Luxembourg      |
|        | DF      | Joseph Koetz           | 29 Maig 1897 (26 anys)     |         |      | CS Fola Esch          |
|        | DF      | Émile Kolb             | 3 Juny 1902 (21 anys)      |         |      | Red Boys Differdange  |
|        | MF      | Pierre Kremer          | 4 Febrer 1900 (24 anys)    |         |      | Red Boys Differdingen |
|        | FW      | François Langers       | 16 Març 1896 (28 anys)     |         |      | Jeunesse Esch         |
|        | FW      | Léon Lefèvre           | 28 Novembre 1904 (19 anys) |         |      | Spora Luxembourg      |
|        | MF      | Albert Massard         | 30 Agost 1900 (23 anys)    |         |      | CS Fola Esch          |
|        | MF      | Paul Rouster           | 19 Maig 1900 (24 anys)     |         |      | Spora Luxembourg      |
|        | DF      | Marcel Schumann        | 15 Gener 1901 (23 anys)    |         |      | Spora Luxembourg      |
|        | DF      | Albert Stirn           | 13 Setembre 1903 (20 anys) |         |      | Spora Luxembourg      |
|        | MF      | François Weber         | 21 Desembre 1899 (24 anys) |         |      | Spora Luxembourg      |
|        | MF      | Jean-Pierre Weber      | 31 Desembre 1900 (23 anys) |         |      | CS Fola Esch          |
|        | FW      | Ferdinand Weiler       |                            |         |      | Red Boys Differdingen |
|        | FW      | Jean-Pierre Weisgerber | 28 Març 1905 (19 anys)     |         |      | CS Fola Esch          |

Nota: 6 jugadors, Elter, Ginter, Feller, Kremer, Lefèvre, Stirn, no van viatjar a França i es quedaren a Luxemburg com a reserves.

## Països Baixos
Entrenador:  William Townley
| Dorsal | Posició | Jugador                 | Data de naixement/edat     | Partits | Gols | Club                |
| ------ | ------- | ----------------------- | -------------------------- | ------- | ---- | ------------------- |
|        | GK      | Jan de Boer             | 29 Agost 1898 (25 anys)    |         |      | AFC Ajax            |
|        | FW      | Joop ter Beek           | 1 Juny 1901 (22 anys)      |         |      | NAC Breda           |
|        | FW      | Klaas Breeuwer          | 25 Novembre 1901 (22 anys) |         |      | HFC Haarlem         |
|        | DF      | Harry Dénis             | 28 Agost 1896 (27 anys)    |         |      | HBS Craeyenhout     |
|        | FW      | Ok Formenoy             | 16 Març 1899 (25 anys)     |         |      | Sparta Rotterdam    |
|        | FW      | Ber Groosjohan          | 16 Juny 1897 (26 anys)     |         |      | VOC                 |
|        | MF      | Gerrit Horsten          | 16 Abril 1900 (24 anys)    |         |      | Willem II           |
|        | FW      | Albert Snouck Hurgronje | 30 Maig 1902 (21 anys)     |         |      | HVV                 |
|        | MF      | Peer Krom               | 10 Març 1898 (26 anys)     |         |      | RCH                 |
|        | MF      | André Le Fèvre          | 12 Desembre 1898 (25 anys) |         |      | SV Kampong          |
|        | MF      | Evert van Linge         | 19 Novembre 1895 (28 anys) |         |      | Be Quick            |
|        | GK      | Gejus van der Meulen    | 23 Gener 1903 (21 anys)    |         |      | HFC                 |
|        | FW      | Jan de Natris           | 13 Novembre 1895 (28 anys) |         |      | AFC Ajax            |
|        | MF      | Jan Oosthoek            | 5 Març 1898 (26 anys)      |         |      | Sparta Rotterdam    |
|        | FW      | Kees Pijl               | 9 Juny 1897 (26 anys)      |         |      | Feyenoord           |
|        | FW      | Dick Sigmond            | 22 Maig 1897 (27 anys)     |         |      | DFC                 |
|        | DF      | Hans Tetzner            | 9 Juny 1898 (25 anys)      |         |      | Be Quick            |
|        | FW      | Henk Vermetten          | 19 Agost 1895 (28 anys)    |         |      | HBS Craeyenhout     |
|        | DF      | Ben Verweij             | 31 Agost 1895 (28 anys)    |         |      | HFC                 |
|        | FW      | Gerrit Visser           | 2 Febrer 1903 (21 anys)    |         |      | Stormvogels Telstar |
|        | FW      | Louis Lash              |                            |         |      | HBS Craeyenhout     |
|        | MF      | Roomberg Henk           |                            |         |      | Sparta Rotterdam    |

## Polònia
Entrenador:  Adam Obrubański
| Dorsal | Posició | Jugador               | Data de naixement/edat     | Partits | Gols | Club            |
| ------ | ------- | --------------------- | -------------------------- | ------- | ---- | --------------- |
|        | FW      | Józef Adamek          | 21 Febrer 1900 (24 anys)   | 0       |      | Wisła Kraków    |
|        | FW      | Mieczysław Batsch     | 1 Gener 1900 (24 anys)     | 5       |      | Pogoń Lwów      |
|        | MF      | Stanisław Cikowski    | 14 Febrer 1899 (25 anys)   | 8       |      | Cracovia        |
|        | DF      | Wawrzyniec Cyl        | 2 Juliol 1900 (23 anys)    | 1       |      | ŁKS Łódź        |
|        | DF      | Stefan Fryc           | 19 Agost 1894 (29 anys)    | 7       |      | Cracovia        |
|        | DF      | Ludwik Gintel         | 26 Setembre 1899 (24 anys) | 8       |      | Cracovia        |
|        | GK      | Emil Goerlitz         | 13 Juny 1903 (20 anys)     | 1       |      | 1. FC Kattowitz |
|        | FW      | Józef Kałuża          | 11 Febrer 1896 (28 anys)   | 5       |      | Cracovia        |
|        | MF      | Władysław Krupa       | 29 Desembre 1899 (24 anys) | 1       |      | Wisła Kraków    |
|        | MF      | Wacław Kuchar         | 16 Setembre 1897 (26 anys) | 8       |      | Pogoń Lwów      |
|        | GK      | Jan Loth              | 31 Agost 1900 (23 anys)    | 3       |      | Polonia Warsaw  |
|        | FW      | Juliusz Miller        | 16 Juliol 1895 (28 anys)   | 4       |      | Czarni Lwów     |
|        | GK      | Stefan Popiel         | 19 Maig 1896 (28 anys)     | 2       |      | Cracovia        |
|        | FW      | Henryk Reyman         | 28 Juliol 1897 (26 anys)   | 3       |      | Wisła Kraków    |
|        | FW      | Jan Reyman            | 22 Octubre 1902 (21 anys)  | 0       |      | Cracovia        |
|        | FW      | Leon Sperling         | 7 Agost 1900 (23 anys)     | 8       |      | Cracovia        |
|        | MF      | Marian Spoida         | 4 Gener 1901 (23 anys)     | 6       |      | Warta Poznań    |
|        | FW      | Wawrzyniec Staliński  | 5 Febrer 1899 (25 anys)    | 5       |      | Warta Poznań    |
|        | MF      | Zdzisław Styczeń      | 16 Octubre 1894 (29 anys)  | 3       |      | Cracovia        |
|        | MF      | Tadeusz Synowiec      | 11 Novembre 1889 (34 anys) | 8       |      | Cracovia        |
|        | GK      | Mieczysław Wiśniewski | 23 Novembre 1892 (31 anys) | 5       |      | Wisła Kraków    |

## Iugoslàvia
Entrenador:  Todor Sekulić
| Dorsal | Posició | Jugador               | Data de naixement/edat     | Partits | Gols | Club                 |
| ------ | ------- | --------------------- | -------------------------- | ------- | ---- | -------------------- |
|        | DF      | Dragutin Babić        | 1897                       |         |      | Građanski Zagreb     |
|        | FW      | Stjepan Bocak         | 9 Desembre 1900 (23 anys)  | 0       |      | Concordia Zagreb     |
|        | FW      | Slavin Cindrić        | 1901                       |         |      | Građanski Zagreb     |
|        | DF      | Eugen Dasović         | 1 Desembre 1896 (27 anys)  |         |      | HAŠK Zagreb          |
|        | MF      | Artur Dubravčić       | 15 Setembre 1894 (29 anys) |         |      | Concordia Zagreb     |
|        | GK      | Dragutin Friedrich    | 5 Gener 1897 (27 anys)     |         |      | HAŠK Zagreb          |
|        | FW      | Dragan Jovanović      | 29 Setembre 1903 (20 anys) |         |      | Jugoslavija Belgrade |
|        | DF      | Andrija Kujundžić     | 29 Novembre 1899 (24 anys) |         |      | Bačka Subotica       |
|        | DF      | Ivan Marjanović       | 1904                       |         |      | HAŠK Zagreb          |
|        | FW      | Antun Pavleković      |                            |         |      | Građanski Zagreb     |
|        | DF      | Alfons Pažur          | 13 Març 1896 (28 anys)     |         |      | Concordia Zagreb     |
|        | FW      | Adolf Percl           |                            |         |      | Concordia Zagreb     |
|        | FW      | Emanuel "Emil" Perška | 1897                       |         |      | Građanski Zagreb     |
|        | MF      | Dušan Petković        | 13 Abril 1903 (21 anys)    |         |      | Jugoslavija Belgrade |
|        | FW      | Eugen Placeriano      | 3 Desembre 1897 (26 anys)  |         |      | HAŠK Zagreb          |
|        | DF      | Janko Rodin           | 9 Setembre 1900 (23 anys)  |         |      | Hajduk Split         |
|        | DF      | Rudolf Rupec          | 17 Setembre 1895 (28 anys) |         |      | Građanski Zagreb     |
|        | FW      | Vladimir Vinek        | 1901                       |         |      | Concordia Zagreb     |
|        | MF      | Dragutin Vragović     | 1901                       |         |      | Građanski Zagreb     |
|        | DF      | Stjepan Vrbančić      | 29 Novembre 1900 (23 anys) |         |      | HAŠK Zagreb          |
|        | GK      | Dragutin Vrđuka       | 3 Abril 1895 (29 anys)     |         |      | Građanski Zagreb     |
|        | FW      | Branko Zinaja         | 28 Setembre 1895 (28 anys) |         |      | HAŠK Zagreb          |

## Romania
Entrenador:  Adrian Suciu
| Dorsal | Posició | Jugador                         | Data de naixement/edat    | Partits | Gols | Club                |
| ------ | ------- | ------------------------------- | ------------------------- | ------- | ---- | ------------------- |
|        | DF      | Iosif Bartha                    | 18 Juliol 1902 (21 anys)  |         |      | Stăruința Oradea    |
|        | FW      | Nicolae Bonciocat               | 1898                      |         |      | U Cluj              |
|        | FW      | Carol Frech                     |                           |         |      | Chinezul Timişoara  |
|        | FW      | Aurel Guga                      | 10 Agost 1898 (25 anys)   |         |      | U Cluj              |
|        | DF      | Elemer Hirsch                   | 1896                      |         |      | U Cluj              |
|        | FW      | Iacob Alexandru Holz            |                           |         |      | Unirea Timişoara    |
|        | MF      | Nicolae Hönigsberg              | 1900                      |         |      | CA Oradea           |
|        | MF      | Dezideriu Jacobi (Dezsö Jakobi) | 23 Març 1900 (24 anys)    |         |      | Haggibor Cluj       |
|        | MF      | Alexandru Kozovits              | 3 Setembre 1899 (24 anys) |         |      | CA Timişoara        |
|        | GK      | Pompei Lazăr                    | 1906                      |         |      | U Cluj              |
|        | DF      | Attila Molnár                   | 1897                      |         |      | Mureşul Târgu Mureş |
|        | MF      | Radu Niculescu                  |                           |         |      | Mureşul Târgu Mureş |
|        | DF      | Atanasie Protopopesco           | 8 Abril 1900 (24 anys)    |         |      | Tricolor Bucuresti  |
|        | GK      | Adalbert Ritter                 | 1900                      |         |      | Chinezul Timişoara  |
|        | FW      | Francisc Rónnay                 | 29 Abril 1900 (24 anys)   |         |      | CA Oradea           |
|        | FW      | Gustav Semler                   |                           |         |      | Chinezul Timişoara  |
|        | FW      | Adalbert Ströck                 | 12 Febrer 1903 (21 anys)  |         |      | Stăruința Oradea    |
|        | GK      | Ştefan (István) Ströck          | 11 Gener 1901 (23 anys)   |         |      | CA Oradea           |
|        | FW      | Mihai Tänzer                    | 7 Febrer 1905 (19 anys)   |         |      | Chinezul Timişoara  |
|        | MF      | Leopold Tritsch                 |                           |         |      | Brașovia Brașov     |
|        | FW      | Rudolf Wetzer                   | 17 Març 1901 (23 anys)    |         |      | Unirea Timişoara    |
|        | MF      | Francisc Zimmermann             | 1900                      |         |      | CA Timişoara        |

## Suècia
Entrenador:  József Nagy
| Dorsal | Posició | Jugador                           | Data de naixement/edat     | Partits | Gols | Club            |
| ------ | ------- | --------------------------------- | -------------------------- | ------- | ---- | --------------- |
|        | DF      | Axel «Massa» Alfredsson           | 2 Maig 1902 (22 anys)      | 0       |      | Hälsingborgs IF |
|        | FW      | Charles «Bromme» Brommesson       | 12 Agost 1903 (20 anys)    | 2       |      | Hälsingborgs IF |
|        | MF      | Gustaf «Gurra» Carlson (Carlsson) | 22 Juliol 1894 (29 anys)   | 9       |      | Mariebergs IK   |
|        | FW      | Albin Dahl                        | 2 Gener 1900 (24 anys)     | 15      |      | Hälsingborgs IF |
|        | MF      | Sven Friberg                      | 7 Febrer 1895 (29 anys)    | 23      |      | Örgryte IS      |
|        | MF      | Karl «Köping» Gustafsson          | 16 Setembre 1888 (35 anys) | 31      |      | Djurgårdens IF  |
|        | DF      | Fritjof «Fritte» Hillén           | 19 Maig 1893 (31 anys)     | 8       |      | GAIS            |
|        | DF      | Konrad Hirsch                     | 19 Maig 1900 (24 anys)     | 1       |      | GAIS            |
|        | MF      | Gunnar «Bajadären» Holmberg       | 6 Maig 1897 (27 anys)      | 3       |      | GAIS            |
|        | FW      | Per «Pära» Kaufeldt               | 1 Agost 1902 (21 anys)     | 5       |      | AIK             |
|        | FW      | Tore Keller                       | 4 Gener 1905 (19 anys)     | 0       |      | IK Sleipner     |
|        | FW      | Rudolf "Putte" Kock               | 29 Juny 1901 (22 anys)     | 22      |      | AIK             |
|        | GK      | Sigfrid «Sigge» Lindberg          | 26 Març 1897 (27 anys)     | 14      |      | Hälsingborgs IF |
|        | FW      | Vigor "Kuta" Lindberg             |                            | 1       |      | IK Sleipner     |
|        | MF      | Sven «Linkan» Lindqvist           | 26 Març 1903 (21 anys)     | 1       |      | AIK             |
|        | FW      | Evert "Lunkan" Lundquist          | 27 Febrer 1900 (24 anys)   | 0       |      | Örgryte IS      |
|        | DF      | Sten Mellgren                     | 28 Agost 1900 (23 anys)    | 1       |      | IFK Stockholm   |
|        | FW      | Gunnar «Lill-Gunnar» Olsson       | 19 Juliol 1908 (15 anys)   | 4       |      | Hälsingborgs IF |
|        | FW      | Sven «Trollgubben» Rydell         | 14 Gener 1905 (19 anys)    | 3       |      | Örgryte IS      |
|        | MF      | Harry Sundberg                    | 9 Gener 1898 (26 anys)     | 4       |      | Djurgårdens IF  |
|        | FW      | Thorsten Svensson                 | 8 Octubre 1901 (22 anys)   | 1       |      | GAIS            |
|        | GK      | Robert Zander                     | 18 Setembre 1895 (28 anys) | 15      |      | Örgryte IS      |

## Suïssa
Entrenador:  Edward Duckworth
| Dorsal | Posició | Jugador            | Data de naixement/edat     | Partits | Gols | Club                    |
| ------ | ------- | ------------------ | -------------------------- | ------- | ---- | ----------------------- |
|        | FW      | Max Abegglen       | 11 Abril 1902 (22 anys)    |         |      | Grasshopper Club Zürich |
|        | FW      | Félix Bédouret     | 1897                       |         |      | Servette FC             |
|        |         | Charles Bouvier    | 24 Agost 1898 (25 anys)    |         |      | Servette FC             |
|        | MF      | Walter Dietrich    | 24 Desembre 1902 (21 anys) |         |      | Servette FC             |
|        | FW      | Karl Ehrenbolger   | 13 Novembre 1899 (24 anys) |         |      | FC Nordstern Basel      |
|        | DF      | Paul Fässler       | 13 Juny 1901 (22 anys)     |         |      | BSC Young Boys          |
|        |         | Gustav Gottenkieny | 1892                       |         |      | Grasshopper Club Zürich |
|        |         | Jean Haag          |                            |         |      | Grasshopper Club Zürich |
|        |         | Marcel Katz        |                            |         |      | BSC Old Boys            |
|        | FW      | Edmond Kramer      | 8 Desembre 1906 (17 anys)  |         |      | FC Cantonal Neuchâtel   |
|        | MF      | Adolphe Mengotti   | 12 Novembre 1901 (22 anys) |         |      | Reial Madrid C. F.      |
|        | MF      | August Oberhauser  | 4 Març 1895 (29 anys)      |         |      | FC Nordstern Basel      |
|        | FW      | Robert Pache       | 26 Setembre 1897 (26 anys) |         |      | Servette FC             |
|        | DF      | Aron Pollitz       | 11 Febrer 1896 (28 anys)   |         |      | BSC Old Boys            |
|        | GK      | Hans Pulver        | 28 Desembre 1902 (21 anys) |         |      | BSC Young Boys          |
|        | DF      | Rudolf Ramseyer    | 17 Setembre 1897 (26 anys) |         |      | BSC Young Boys          |
|        | DF      | Adolphe Reymond    | 4 Setembre 1896 (27 anys)  |         |      | Servette FC             |
|        |         | Louis Richard      |                            |         |      | Servette FC             |
|        | GK      | Theo Schär         |                            |         |      | Servette FC             |
|        | MF      | Paul Schmiedlin    | 2 Juny 1897 (26 anys)      |         |      | FC Bern                 |
|        | FW      | Paul Sturzenegger  | 7 Juny 1902 (21 anys)      |         |      | F.C. Zürich             |
|        | DF      | Max Weiler         | 25 Setembre 1900 (23 anys) |         |      |                         |

## Turquia
Entrenador:  Billy Hunter
| Dorsal | Posició | Jugador                  | Data de naixement/edat    | Partits | Gols | Club               |
| ------ | ------- | ------------------------ | ------------------------- | ------- | ---- | ------------------ |
| 1      | GK      | Nedim Kaleci             | 1900                      | 1 (0)   |      | Altınordu S.K.     |
| 2      | DF      | Cafer Çağatay            | 1 Gener 1899 (25 anys)    | 1 (0)   |      | Fenerbahçe S.K.    |
| 3      | DF      | Ali Gençay               | 2 Febrer 1905 (19 anys)   | 0 (0)   |      | Galatasaray S.K.   |
| 4      | MF      | Kadri Göktulga           | 1904                      | 0 (0)   |      | Fenerbahçe S.K.    |
| 5      | MF      | İsmet Uluğ               | 1901                      | 1 (0)   |      | Fenerbahçe S.K.    |
| 6      | MF      | Nihat Bekdik             | 1902                      | 1 (0)   |      | Galatasaray S.K.   |
| 7      | FW      | Mehmet Leblebi           | 1908                      | 0 (0)   |      | Galatasaray S.K.   |
| 8      | FW      | Alaattin Baydar          | 1901                      | 1 (0)   |      | Fenerbahçe S.K.    |
| 9      | FW      | Zeki Rıza Sporel         | 28 Febrer 1898 (26 anys)  | 1 (2)   |      | Fenerbahçe S.K.    |
| 10     | FW      | Bekir Refet              | 22 Maig 1899 (25 anys)    | 0 (0)   |      | Phönix Karlsruhe   |
| 11     | FW      | Bedri Gürsoy             | 1904                      | 1 (0)   |      | Fenerbahçe S.K.    |
| 12     | GK      | Hamit Akbay              | 1900                      | 0 (0)   |      | Selimiye, İstanbul |
| 13     | FW      | Kamil Rona               | 1894                      | 0 (0)   |      | Muhafızgücü        |
| 14     | DF      | Burhan Atak              | 27 Gener 1905 (19 anys)   | 0 (0)   |      | Galatasaray        |
| 15     | MF      | Hamit Arslan             | 1894                      | 0 (0)   |      | Altay S.K.         |
| 16     | MF      | Kemal Rıfat Kalpakçıoğlu | 1899                      | 0 (0)   |      | Galatasaray S.K.   |
| 17     | FW      | Sabih Arca               | 1 Gener 1901 (23 anys)    | 1 (0)   |      | Fenerbahçe S.K.    |
| 18     | MF      | İbrahim Kelle            | 1897                      | 1 (0)   |      | Altınordu S.K.     |
| 19     | DF      | Kemal Ruhi               |                           |         |      |                    |
| 20     | FW      | Muhlis Peykoğlu          | 20 Octubre 1905 (18 anys) | 0 (0)   |      | Galatasaray S.K.   |

## Txecoslovàquia
Entrenador:  Jaroslav Bezecný
| Dorsal | Posició | Jugador            | Data de naixement/edat     | Partits | Gols | Club                        |
| ------ | ------- | ------------------ | -------------------------- | ------- | ---- | --------------------------- |
|        | FW      | Josef Čapek        | 1 Agost 1902 (21 anys)     |         |      | SK Slavia Prague            |
|        | MF      | Jaroslav Červený   | 1 Juny 1895 (28 anys)      |         |      | AC Sparta Prague            |
|        | GK      | František Hochmann | 2 Abril 1904 (20 anys)     |         |      | AC Sparta Prague            |
|        | DF      | Antonín Hojer      | 13 Març 1894 (30 anys)     |         |      | AC Sparta Prague            |
|        | DF      | František Hojer    | 27 Abril 1896 (28 anys)    |         |      | FK Viktoria Žižkov          |
|        | FW      | Josef Jelínek      | 27 Març 1902 (22 anys)     |         |      | FK Viktoria Žižkov          |
|        | MF      | František Kolenatý | 29 Gener 1900 (24 anys)    |         |      | AC Sparta Prague            |
|        | FW      | Josef Kratochvíl   | 9 Febrer 1905 (19 anys)    |         |      | SK Slavia Prague            |
|        | MF      | Otto Krompholz     | 3 Febrer 1899 (25 anys)    |         |      | DFC Prag                    |
|        | DF      | Josef Kuchynka     | 4 Agost 1894 (29 anys)     |         |      | DFC Prag                    |
|        | MF      | Pavel Mahrer       | 23 Maig 1900 (24 anys)     |         |      | DFC Prag                    |
|        | FW      | Jan Novák          | 5 Juliol 1896 (27 anys)    |         |      | SK Židenice                 |
|        | FW      | Josef Novák        | 20 Octubre 1900 (23 anys)  |         |      | SK Židenice                 |
|        | FW      | Otto Novák         | 22 Març 1902 (22 anys)     |         |      | FK Viktoria Žižkov          |
|        | MF      | Karel Pešek        | 20 Setembre 1895 (28 anys) |         |      | AC Sparta Prague            |
|        | MF      | Josef Pleticha     | 10 Febrer 1902 (22 anys)   |         |      | SK Slavia Prague            |
|        | FW      | Antonín Řehák      | 1902                       |         |      | SK Meteor Vinohrady (Praha) |
|        | FW      | Josef Sedláček     | 15 Desembre 1893 (30 anys) |         |      | AC Sparta Prague            |
|        | DF      | Emil Seifert       | 28 Abril 1900 (24 anys)    |         |      | SK Slavia Prague            |
|        | GK      | Josef Sloup        | 19 Desembre 1897 (26 anys) |         |      | SK Slavia Prague            |
|        | FW      | Rudolf Sloup       | 17 Novembre 1895 (28 anys) |         |      | SK Slavia Prague            |
|        | FW      | Jaroslav Vlček     | 12 Febrer 1900 (24 anys)   |         |      | Čechie Karlín               |

## Uruguai
Entrenador:  Ernesto Figoli
| Dorsal | Posició | Jugador              | Data de naixement/edat     | Partits | Gols | Club                          |
| ------ | ------- | -------------------- | -------------------------- | ------- | ---- | ----------------------------- |
| 01     | GK      | Andrés Mazali        | 22 Juliol 1902 (21 anys)   |         |      | Nacional                      |
| 02     | DF      | José Nasazzi (c)     | 24 Maig 1901 (23 anys)     |         |      | Bella Vista                   |
| 03     | DF      | Pedro Arispe         | 30 Setembre 1900 (23 anys) |         |      | Rampla Juniors                |
| 03/06  | MF      | Humberto Tomasina    | 12 Setembre 1898 (25 anys) |         |      | Liverpool                     |
| 04     | MF      | José Leandro Andrade | 22 Novembre 1901 (22 anys) |         |      | Bella Vista                   |
| 05     | MF      | José Vidal           | 15 Desembre 1896 (27 anys) |         |      | Belgrano                      |
| 05     | MF      | Alfredo Zibechi      | 30 Octubre 1895 (28 anys)  |         |      | Nacional                      |
| 06     | MF      | Alfredo Ghierra      | 31 Agost 1891 (32 anys)    |         |      | Universal                     |
| 07     | FW      | Santos Urdinarán     | 30 Març 1900 (24 anys)     |         |      | Nacional                      |
| 07     | FW      | José Naya            | 25 Juliol 1896 (27 anys)   |         |      | Liverpool                     |
| 08     | FW      | Héctor Scarone       | 26 Novembre 1898 (25 anys) |         |      | Nacional                      |
| 09     | FW      | Pedro Petrone        | 11 Maig 1905 (19 anys)     |         |      | Charley Football Club         |
| 10     | FW      | Pedro Cea            | 1 Setembre 1900 (23 anys)  |         |      | Lito                          |
| 11     | FW      | Ángel Romano         | 2 Agost 1894 (29 anys)     |         |      | Nacional                      |
| –      | GK      | Pedro Casella        | 31 Octubre 1898 (25 anys)  |         |      | Universal (or Rampla Juniors) |
| –      | GK      | Luis Chiappara       |                            |         |      | River Plate F.C.              |
| –      | FW      | Pedro Etchegoyen     |                            |         |      | Liverpool                     |
| –      | FW      | Zoilo Saldombide     | 18 Març 1905 (19 anys)     |         |      | Montevideo Wanderers          |
| –      | FW      | Pascual Somma        | 7 Febrer 1891 (33 anys)    |         |      | Nacional                      |
| –      | DF      | Antonio Urdinarán    | 30 Octubre 1898 (25 anys)  |         |      | no club, free player          |
| –      | DF      | Fermín Uriarte       | 1902                       |         |      | Lito                          |
| –      | MF      | Pedro Zingone        | 1899                       |         |      | Lito                          |